# Darling in the Franxx
Darling in the Franxx (ダーリン・イン・ザ・フランキス, Dārin In Za Furankisu) is een Japanse sciencefiction anime geproduceerd door Trigger en CloverWorks. De eerste aflevering werd uitgezonden op 13 januari 2018. De anime werd aangekondigd op het panel van Trigger bij de Anime Expo 2017 in juli 2017. Een manga gebaseerd op de anime wordt geschreven door Kentaro Yabuki. Ook wordt er een karikatuur geschreven door Mato. Beide manga's kwamen voor het eerst uit op 14 januari 2018. De anime werd internationaal uitgezonden op Crunchyroll vanaf 13 januari 2018 tot 7 juli 2018. Een Engels gesproken versie wordt geproduceerd door Funimation vanaf 1 februari 2018.

## Verhaal
De serie vindt plaats in een post-apocalyptische toekomst waarin de mensheid is bedreigd door gigantische beesten die bekendstaan als klaxosauriërs (叫 竜, kyoryū). Afhankelijk van de grootte van deze monsters worden de namen "Conrad", "Moholovicic" en "Gutenberg" gebruikt om onderscheid te maken. Het restant van de mensheid vestigt zich al snel in een militaire stad bekend als Plantation, waar kinderen worden gefokt om samen te werken in paren van jongens en meisjes welke Parasites worden genoemd. Ze moeten grote mecha's moeten besturen, die beter bekendstaan als "Franxx" (フ ラ ン ク ス, Furankusu).
Een van deze kinderen, Hiro, wordt aanvankelijk als een wonderkind beschouwd, maar na het falen van een van zijn tests laat zijn resulterende emotionele stress hem het niet toe om een Franxx te besturen, waardoor hij elk verlangen dat hij in het leven had, verloor. Terwijl hij de huldigingsceremonie van zijn klas overslaat, ontmoet Hiro Zero Two, een beruchte Franxx-piloot die deel uitmaakt van een ras van mensen met bloed van de klaxosaur, waardoor ze rode hoorns op haar hoofd heeft. Nadat de partner van Zero Two tijdens een klaxosaur-aanval wordt gedood, overtuigt ze Hiro om haar nieuwe partner ("darling" zoals ze dit zelf noemt) te worden.

## Rolverdeling

### Hoofdpersonages
De hoofdpersonages zijn lid van het team "Squad 13". Dit team wordt gezien als een speciaal team, omdat elke Franx er anders uit ziet. Dit team is ook het enige team dat elkaar bij bijnaam noemt, in plaatst van codenaam (Zero Two is een uitzondering, aangezien zij haar huidige naam fijner vindt). Deze bijnamen zijn gebaseerd op hoe hun codenaam in verscheidene Japanse manieren wordt geschreven.
Franxx Strelizia (ストレリチア, Sutorerichia)
De Franxx die bestuurd wordt door Hiro en Zero Two. Uitgerust met een gigantische speer met de bijnaam "Queen Pike".
Code:016 (コード:016, Kōdo:016) / Hiro (ヒロ)
Werd ooit een wonderkind genoemd, maar wordt nu nagekeken door anderen nadat hij zijn examen om een Franxx te besturen faalde. Hiro zoekt nu naar zijn plaatst tussen de anderen in "Mysteltainn". Hiro is momenteel de enige die geen (dodelijke) fysieke schade heeft ondervonden na het besturen van de Strelizia. Hiro was de leider onder zijn vrienden en was ook de persoon die hen bijnamen gaf. Hiro heeft ook geheugenverlies geleden, en het is daardoor moeilijker voor hem om dingen uit zijn verleden te herinneren.
Code:002 (コード:002, Kōdo:002) / Zero Two (ゼロツー, Zero Tsū)
Een aantrekkelijk, mysterieus meisje met twee rode hoorns die klaxosaurus-bloed draagt. Ze is een elitepiloot die hoort bij de speciale eenheid van APE. Ze is welbekend als de "Partner Killer". Daarnaast staat ze bekend om haar gebruik van het woord "darling", waarmee ze de hoofdpersoon, Hiro, aanspreekt.
Franxx Delphinium (デルフィニウム, Derufiniumu)
Franxx bestuurd door Goro en Ichigo. Deze Franxx is de leider van het team en heeft daarom twee zwaarden als wapen. Deze twee wapens hebben de bijnaam "Envy Shop."
Code:056 (コード:056, Kōdo:056) / Goro (ゴロー, Gorō)
Vriend van Hiro en Ichigo sinds hun kindertijd.
Code:015 (コード:015, Kōdo:015) / Ichigo (イチゴ)
Vriend van Hiro en Goro sinds hun kindertijd, de teamleider van haar klasse. Ze is verliefd op Hiro maar onderdrukt dit gevoel. Heeft een stoïcijnse houding richting de rest van het team.
Franxx Argentea (アルジェンティア, Arujentia)
Een Franxx die bestuurd wordt door Zorome en Miku. Omdat deze Franxx is gespecialiseerd op snelheid en gevechten op korte afstand heeft het een wapen genaamd "Night Claw", welke eruitziet als een vuist met klauwen.
Code:666 (コード:666, Kōdo:666) / Zorome (ゾロメ)
Een luide, irritante en hitsige Parasite. Hij bewondert de volwassenen en de plaats waar ze wonen. Streeft ernaar om volwassen te worden.
Code:390 (コード:390, Kōdo:390) / Miku (ミク)
Een kinderlijke Parasite die vaak botst met Zorome.
Franxx Genista (ジェニスタ, Jenisuta)
Een Franxx die zich gespecialiseerd op zwaar wapentuig. Werd eerst bestuurd door Futoshi en Kokoro, totdat Futoshi en Mitsuru van partner wisselen. Het is bedekt met zwaar pantser en is geladen met een vuistbajonetachtige artillerie genaamd "Rook Sparrow", die grote schade op korte afstanden kan veroorzaken.
Code:326 (コード:326, Kōdo:326) / Mitsuru (ミツル)
Een stille maar ook overweldigende parasiet. Mitsuru bewonderde Hiro aanvankelijk en onderging een zeer riskante procedure om een Franxx te kunnen besturen, maar raakt geïsoleerd wanneer Hiro beweert dat hij de belofte die ze hebben gedaan is vergeten. De rest van team mijdt hem om deze reden, totdat Kokoro ziet dat Mitsuru hierdoor lijdt. Zij besluit zijn partner te worden.
Code:556 (コード:556, Kōdo:556) / Kokoro (ココロ)
Zachtaardige en vriendelijke Parasite.
Franxx Chlorophytum (クロロフィッツ, Kurorofittsu)
Een type Franxx voor langeafstandsaanvallen, oorspronkelijk bestuurd door Mitsuru en Ikuno, totdat Futoshi en Mitsuru van partner wisselen. Zijn armen zijn uitgerust met een heatsink genaamd "Wing Span", waardoor de mecha lange tijd kan vliegen.
Code:214 (コード:214, Kōdo:214) / Futoshi (フトシ)
Een dikke Parasite die constant eet en dol is op Kokoro. Is er kapot van als Kokoro besluit om de partner van Mitsuru te worden.
Code:196 (コード:196, Kōdo:196) / Ikuno (イクノ)
Een kalme, inzichtelijke parasiet.

### APE
Nana (ナナ)
Manager van het strijdhoofdkwartier van APE. Ze leidt de Parasites in Mistilteinn.
Hachi (ハチ)
APE-defensiecommandant die toezicht houd over Squad 13 samen met Nana.
Dr. Franxx (フランクス博士, Furankusu Hakase)
De wetenschapper die de Franxx ontwikkelde. Hij is erg bezorgd over de klaxosauriërs.
Papa (パパ)
Voorzitter van APE
Vice Chairman
Vicevoorzitter van APE

### Gastrollen
Code:703 (コード:703, Kōdo:703) / Naomi (ナオミ)
Voormalige partner van Hiro die werd opgenomen in een ziekenhuis na de klaxosauraanval.
Code:081 (コード:081, Kōdo:081)
Voormalige partner van Zero Two, welke overleed tijdens een klaxosauraanval.
Code:090 (コード:090, Kōdo:090)
De teamleider van Plantation 26. Hij verloor zijn voormalige partner door de willekeur van Zero Two. Overlijdt later, samen met zijn team, na een zelfmoordactie om een gigantische klaxosaur te stoppen die eerder al hun plantation verwoeste.
Code:001 (コード:001, Kōdo:001)
Princes van de Klaxosaurs en ook degene die een arm van Dr. Franxx afbeet.
Karina Milsa (カリナ・ミルザ, Karina Miruza)
Een wetenschapper die telomeren aanmaakt. Was verloofde van Dr. Franxx. Overleed in 2042 op 44-jarige leeftijd.

## Media

### Anime
De anime heeft 24 afleveringen en wordt geregisseerd door Atsushi Nishigori, waarbij Nishigori en Naotaka Hayashi de compositie van de series doen. Masayoshi Tanaka ontwerpt de karakters en Shigeto Koyama is de mechanische ontwerper.
Hiroyuki Imaishi regisseert de actiescènes en Asami Tachibana componeert de muziek in de series.
Het openingslied van de anime is "Kiss of Death" en wordt gezongen door Mika Nakashima en geproduceerd door Hyde. Verscheidene liederen aan het einde van de afleveringen genaamd "Torikago" (トリカゴ) (aflevering 1 - 6), "Manatsu no Setsuna" (真夏のセツナ) (aflevering 7), "Beautiful World" (aflevering 8 - 12, 14), "Hitori" (ひとり) (aflevering 13) en "Escape" (aflevering 16 - 20) worden gezongen door XX:me ("Kiss Me"), een groep bestaande uit de vrouwelijke Japanse hoofdrolspelers van Zero Two, Ichigo, Miku, Kokoro en Ikuno. Crunchyroll zendt de serie gelijktijdig uit, terwijl Funimation een licentie voor de anime heeft en deze uitzendt met Engelstalige dialoog.
| Nr. | Titel                                                                         | Regisseur                                      | Schrijver                         | Studio       | Uitzenddatum     |  |  |
| --- | ----------------------------------------------------------------------------- | ---------------------------------------------- | --------------------------------- | ------------ | ---------------- |  |  |
| 1   | Alone and Lonesome 独りとヒトリ (Hitori to Hitori)                            | Atsushi Nishigori                              | Atsushi Nishigori                 | A-1 Pictures | 13 januari 2018  |  |  |
| 2   | What It Means to Connect 独りとヒトリ (Tsunagaru to Iu Koto)                  | Shōko Nakamura                                 | Naotaka Hayashi                   | A-1 Pictures | 20 januari 2018  |  |  |
| 3   | Fighting Puppet 戦う人形 (Tatakau ningyō)                                     | Toshifumi Akai                                 | Masahiko Ōtsuka                   | A-1 Pictures | 27 januari 2018  |  |  |
| 4   | Flap Flap フラップ・フラップ (Frappu Frappu)                                  | Yuichi Shimohira                               | Naotaka Hayashi                   | Trigger      | 3 februari 2018  |  |  |
| 5   | Your Thorn, My Badge キミの棘、ボクのしるし (Kimi no Toge, Boku no Shirushi)  | Noriko Takao                                   | Naotaka Hayashi                   | A-1 Pictures | 10 februari 2018 |  |  |
| 6   | DARLING in the FRANXX ダーリン・イン・ザ・フランクス (Dārin in za Furankusu)  | Yoshihiro Miyashima                            | Naotaka Hayashi                   | Trigger      | 17 februari 2018 |  |  |
| 7   | Shooting Star Moratorium 流星モラトリアム (Ryūsei Moratoriamu)                | Tōko Yatabe                                    | Rino Yamazaki                     | A-1 Pictures | 24 februari 2018 |  |  |
| 8   | Boys × Girls 男の子×女の子 (Otokonoko × Onnanoko)                             | Tensai Okamura                                 | Naotaka Hayashi                   | Trigger      | 3 maart 2018     |  |  |
| 9   | Triangle Bomb トライアングル・ボム (Toraianguru Bomu)                         | Ryūta Ono                                      | Rino Yamazaki                     | A-1 Pictures | 10 maart 2018    |  |  |
| 10  | The City of Eternity 永遠の街 (Eien no Machi)                                 | Masato Nakazono                                | Masahiko Ōtsuka                   | Trigger      | 17 maart 2018    |  |  |
| 11  | Partner Shuffle パートナーシャッフル (Pātonā Shaffuru)                        | Takahiro Shikama                               | Hiroshi Seko                      | A-1 Pictures | 24 maart 2018    |  |  |
| 12  | The Garden Where It All Began ガーデン／始まりの庭 (Gāden / Hajimari no Niwa) | Toshifumi Akai                                 | Naotaka Hayashi                   | Trigger      | 31 maart 2018    |  |  |
| 13  | The Monster and the Prince まものと王子様 (Mamono to Ōji-sama)                | Manabu Okamoto                                 | Naotaka Hayashi                   | CloverWorks  | 7 april 2018     |  |  |
| 14  | Punishment and Confession 罪と告白 (Tsumi to Kokuhaku)                        | Hiroyuki Kaneko                                | Hiroshi Seko                      | Trigger      | 14 april 2018    |  |  |
| 15  | Jian 比翼の鳥 (Hiyoku no Tori)                                                | Toshifumi Akai                                 | Hiroshi Seko                      | CloverWorks  | 21 april 2018    |  |  |
| 16  | Days of Our Lives ぼくたちの日々 (Bokutachi no Hibi)                          | Yuuki Itoh                                     | Rino Yamazaki                     | CloverWorks  | 5 mei 2018       |  |  |
| 17  | Eden 楽園 (Rakuen)                                                            | Ryōji Masuyama                                 | Naotaka Hayashi                   | CloverWorks  | 12 mei 2018      |  |  |
| 18  | When Sakura Flower Blooms 桜の花が咲く頃に (Sakura no Hanagasaku-goro ni)     | Shigeki Kawai                                  | Naotaka Hayashi                   | A-1 Pictures | 19 mei 2018      |  |  |
| 19  | Inhumanity 人ならざるモノたち (Hito Narazaru Mono-tachi)                      | Takahiro Harada                                | Masahiko Otsuka                   | CloverWorks  | 26 mei 2018      |  |  |
| 20  | New World 新しい世界 (Atarashī Sekai)                                         | Miyoki Kuroki                                  | Naotaka Hayashi                   | CloverWorks  | 9 juni 2018      |  |  |
| 21  | For You, My Dear 大好きなあなたのために (Daisukina Anata no Tame ni)          | Manabu Okamoto                                 | Naotaka Hayashi                   | CloverWorks  | 16 juni 2018     |  |  |
| 22  | Stargazers スターゲイザー (Sutāgeizā)                                         | Noriko Takao                                   | Hiroshi Seko                      | CloverWorks  | 23 juni 2018     |  |  |
| 23  | DARLING in the FRANXX ダーリン・イン・ザ・フランキス (Dārin in za Furankisu)  | Yoshihiro Miyajima                             | Naotaka Hayashi                   | CloverWorks  | 30 juni 2018     |  |  |
| 24  | Never Let Me Go わたしを離さないで (Watashi o Hanasanaide)                    | Atsushi Nishigori Manabu Okamoto Miyoki Kuroki | Atsushi Nishigori Naotaka Hayashi | CloverWorks  | 7 juli 2018      |  |  |

### Manga
Er wordt een mangaversie van de anime gemaakt door Kentaro Yubuki. Ook wordt er een karikatuur gemaakt hiervan door Mato. Beide zijn beschikbaar op de Shōnen Jump+-website.
| Nr. | Datum van uitkomen | ISBN                   |
| --- | ------------------ | ---------------------- |
| 1   | 2 februari 2018    | ISBN 978-4-08-881454-4 |
| 2   | 2 mei 2018         | ISBN 978-4-08-881493-3 |